# Giro dei Paesi Bassi 1985
Il Giro dei Paesi Bassi 1985, venticinquesima edizione della corsa, si svolse dal 20 al 25 agosto 1985 su un percorso di 1 075 km ripartiti in 5 tappe in linea (l'ultima suddivisa in 2 semitappe) e un cronoprologo. Fu vinto da Eric Vanderaerden davanti a Theo De Rooy e Adrie van Houwelingen.

## Tappe
| Tappa  | Data      | Percorso                                    | km   | Vincitore di tappa | Leader cl. generale |
| ------ | --------- | ------------------------------------------- | ---- | ------------------ | ------------------- |
| Prol.  | 20 agosto | Winschoten > Winschoten (Cron. individuale) | 6,6  | Bert Oosterbosch   | Bert Oosterbosch    |
| 1ª     | 21 agosto | Winschoten > Nimega                         | 250  | Eric Vanderaerden  |                     |
| 2ª     | 22 agosto | Nimega > Schagen                            | 251  | Eddy Planckaert    |                     |
| 3ª     | 23 agosto | Schagen > L'Aia                             | 181  | Sean Kelly         |                     |
| 4ª     | 24 agosto | L'Aia > Zundert                             | 123  | Jacques Hanegraaf  |                     |
| 5ª-1ª  | 25 agosto | Breda > Den Bosch                           | 123  | Eric Vanderaerden  |                     |
| 5ª-2ª  | 25 agosto | Oss > Den Bosch (Cron. a squadre)           | 36,4 | Panasonic          | Eric Vanderaerden   |
| Totale | Totale    | Totale                                      | 1075 |                    |                     |

## Classifiche finali

### Classifiche generale
| Pos. | Corridore             | Squadra      | Tempo     |
| ---- | --------------------- | ------------ | --------- |
| 1    | Eric Vanderaerden     | Panasonic    | 25h23'37" |
| 2    | Theo De Rooy          | Panasonic    | a 50"     |
| 3    | Adrie van Houwelingen | Skala-Skil   | a 1'01"   |
| 4    | Adrie van der Poel    | Kwantum Hal. | a 1'02"   |
| 5    | Teun van Vliet        | Driex        | a 1'15"   |